# 水瀬葉月
水瀬 葉月（みなせ はづき、1979年4月29日 - ）は、日本のライトノベル作家。山口県周南市出身。
『逃がし屋 〜愚者達の結界〜』で第10回電撃ゲーム小説大賞選考委員奨励賞を受賞し、『結界師のフーガ』に改題した同作品で2004年にデビューした。

## 作品リスト

### 小説
電撃文庫（アスキー・メディアワークス）
- 結界師のフーガ（イラスト：鳴瀬ひろふみ、2005年1月 - 、既刊3巻）
- ぼくと魔女式アポカリプス（イラスト：藤原々々、2006年2月 - 2007年6月、全3巻）
- C3 -シーキューブ-（イラスト：さそりがため、2007年9月 - 2013年6月、全17巻）
- 藍坂素敵な症候群（イラスト：東条さかな、2010年1月 - 2010年11月 、全3巻）
- 鮎原夜波はよく濡れる（イラスト：白井鋭利、2013年12月 - 、既刊2巻）
- 課外活動サバイバルメソッド（イラスト：悠久ポン酢、2015年1月 - 、既刊3巻）
- 悪逆騎士団 そのエルフ、凶暴につき（イラスト：ももこ、2016年12月 - 、既刊2巻）
- モンスターになった俺がクラスメイトの女騎士を剥くVR（イラスト：藤ます、2018年6月、既刊1巻）
- ダークエルフの森となれ -現代転生戦争-（イラスト：コダマ（1巻）・ニリツ（2巻以降）、2020年8月 - 2022年2月、全4巻）

カクヨム
- 今さら少女殺人鬼に萌えるお兄ちゃんたちに捧ぐ （2023年、完結済、現在閲覧不可）

### アニメ
テレビアニメ
- Fate/kaleid liner プリズマ☆イリヤ（2013年、脚本）
- Fate/kaleid liner プリズマ☆イリヤ ツヴァイ！（2014年、脚本）
- Fate/kaleid liner プリズマ☆イリヤ ツヴァイ ヘルツ！（2015年、脚本）
- Fate/kaleid liner プリズマ☆イリヤ ドライ!!（2016年、脚本）

アニメ映画
- 劇場版Fate/kaleid liner プリズマ☆イリヤ 雪下の誓い（2017年、脚本）
- 劇場版Fate/kaleid liner プリズマ☆イリヤ Licht 名前のない少女 (2021年、脚本)

OVA
- Fate/kaleid liner Prisma☆Illya プリズマ☆ファンタズム（2019年、脚本）

### ゲーム
- Fate/Grand Order（シナリオ）

### 漫画原作
- FINAL FANTASY LOST STRANGER（作画：亀屋樹、『月刊少年ガンガン』2017年8月号 - ）